# Батьянов, Лев Иванович
Лев Ива́нович Батья́нов (1834 — 1854) — русский морской офицер, герой обороны Севастополя, лейтенант (1853).

## Биография
Из дворян Херсонской губернии, родился в семье камер-юнкера И. В. Батьянова, переводчика восточных языков (турецкого, персидского, арабского) при главном командире Черноморского флота и портов. 13 августа 1852 в чине мичмана выпущен из Морского кадетского корпуса в Санкт-Петербурге. Служил на линейном корабле «Уриил».
В составе 34-го флотского экипажа на фрегате «Когул» участвовал в Синопском сражении, за отличие в котором указом от 18 декабря 1853 года произведён в лейтенанты (со старшинством с 18 ноября 1853 года). Был представлен П. С. Нахимовым к награде (находясь флаг-офицером при контр-адмирале Панфилове, «с отличным присутствием духа и точностию» исполнял его приказания) и 23 декабря того же года пожалован кавалером ордена Св. Анны 4-й степени с надписью «За храбрость».
С 13 сентября 1854 года в гарнизоне Севастополя служил офицером по особым поручениям при начальнике 2-го отделения вице-адмирале Ф. М. Новосильском. При вылазке с 4-го бастиона в ночь с 29 на 30 ноября 1854 года командовал отрядом из 80 матросов, был ранен пулей, застрявшей в позвоночнике. Умер в Морском госпитале Севастополя. Посмертно награждён орденом Св. Владимира 4-й степени с бантом (6 декабря 1854). Похоронен на Михайловском кладбище (могила не сохранилась). Исключён из списочного состава флота приказом от 19 января 1855 года.

## Память
Увековечен в церкви Морского кадетского корпуса в Санкт-Петербурге и в храме Св. Николая на Братском кладбище в Севастополе.